# Nagy-völgyi-patak (Heves vármegye)
A Nagy-völgyi-patak a Heves-Borsodi-dombság ered, Tarnalelesz településtől északra, Heves vármegyében, mintegy 400 méteres tengerszint feletti magasságban. A patak forrásától kezdve déli irányban halad, majd Tarnalelesz középső részénél éri el a Leleszi-patakot. Egyetlen mellékvize a Mocsolyás-patak. A patak keresztülfolyik a Tarnavidéki Tájvédelmi Körzeten.

## Part menti település
A patak partján fekvő egyetlen település, Tarnalelesz lélekszáma több, mint 1700 fő.